# Arctia demaculata
Arctia demaculata là một loài bướm đêm thuộc phân họ Arctiinae, họ Erebidae.